# Верба трав'яна
Верба́ трав'яна́ (Salix herbacea) — вид багаторічних рослин родини вербових (Salicaceae), одна з найменших деревних рослин світу. Релікт льодовикового періоду, поширений переважно в північних широтах Євразії та Північної Америки. Вид занесений до Червоної книги України. Формація верби трав'яної занесена до Зеленої книги України.

## Опис

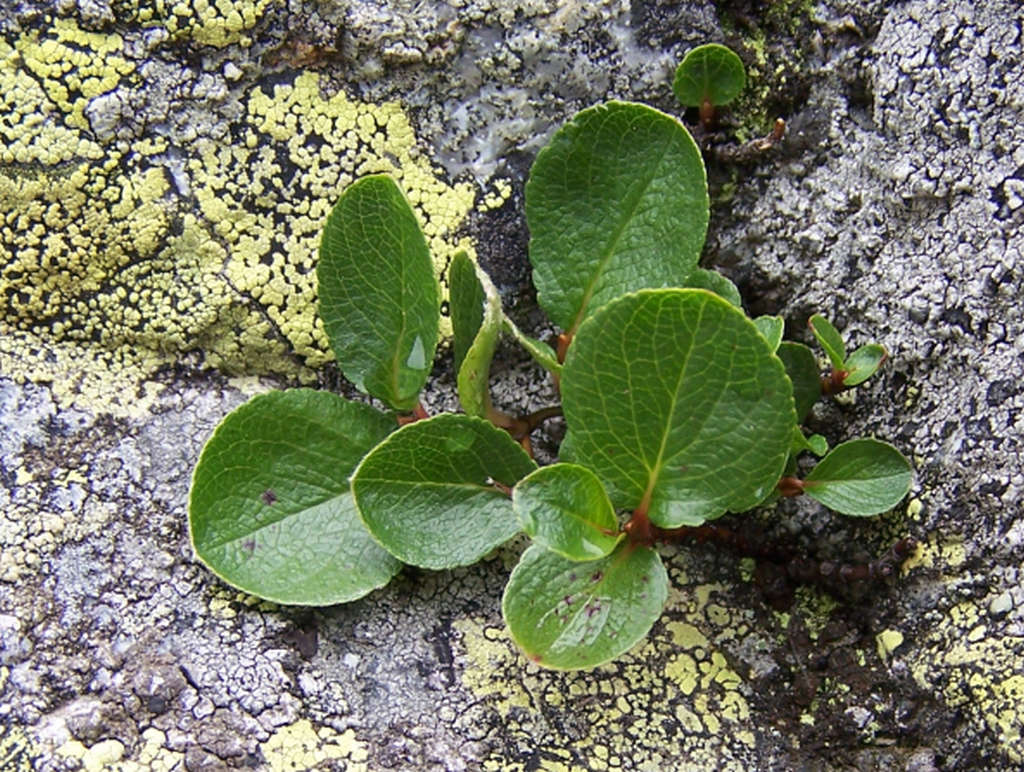
Листя великим планом

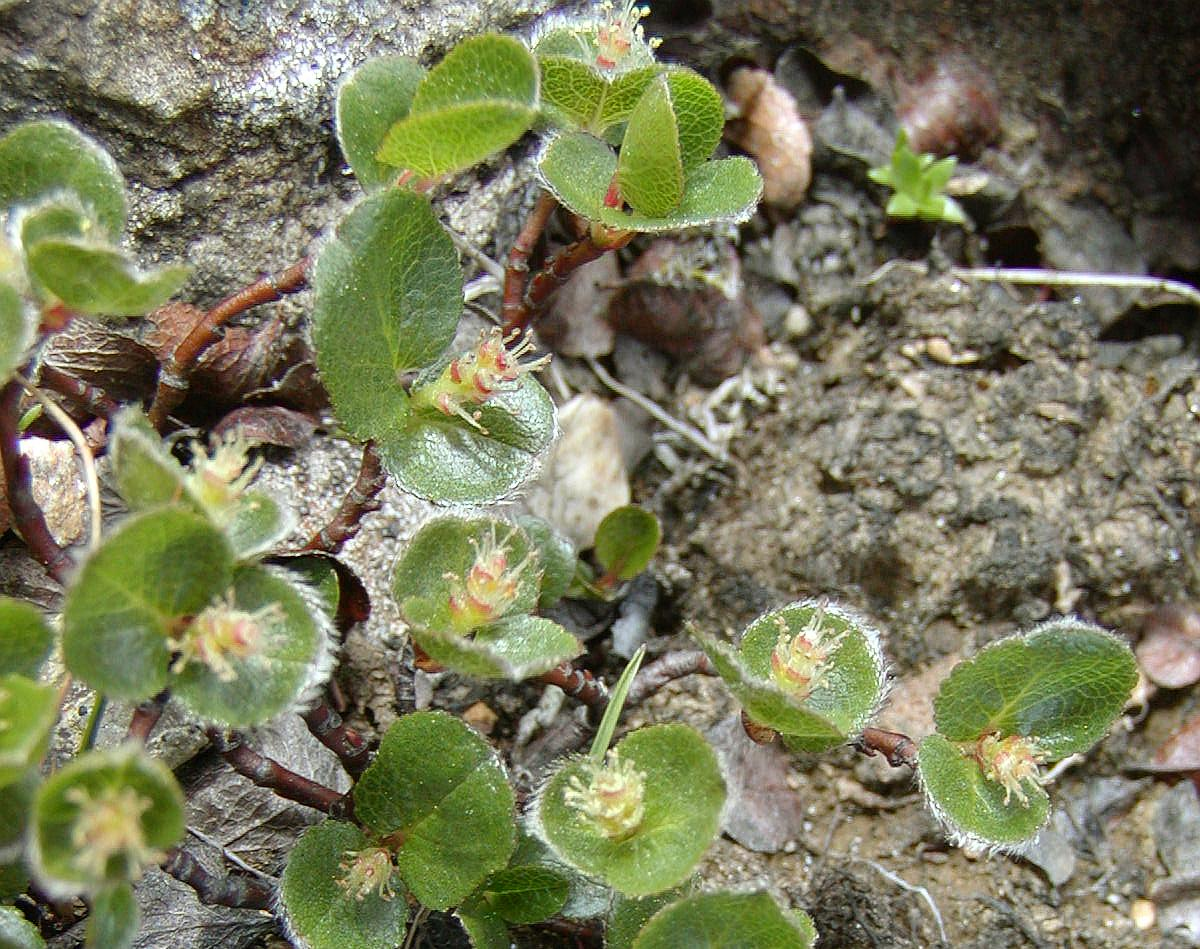
Квітучі пагони

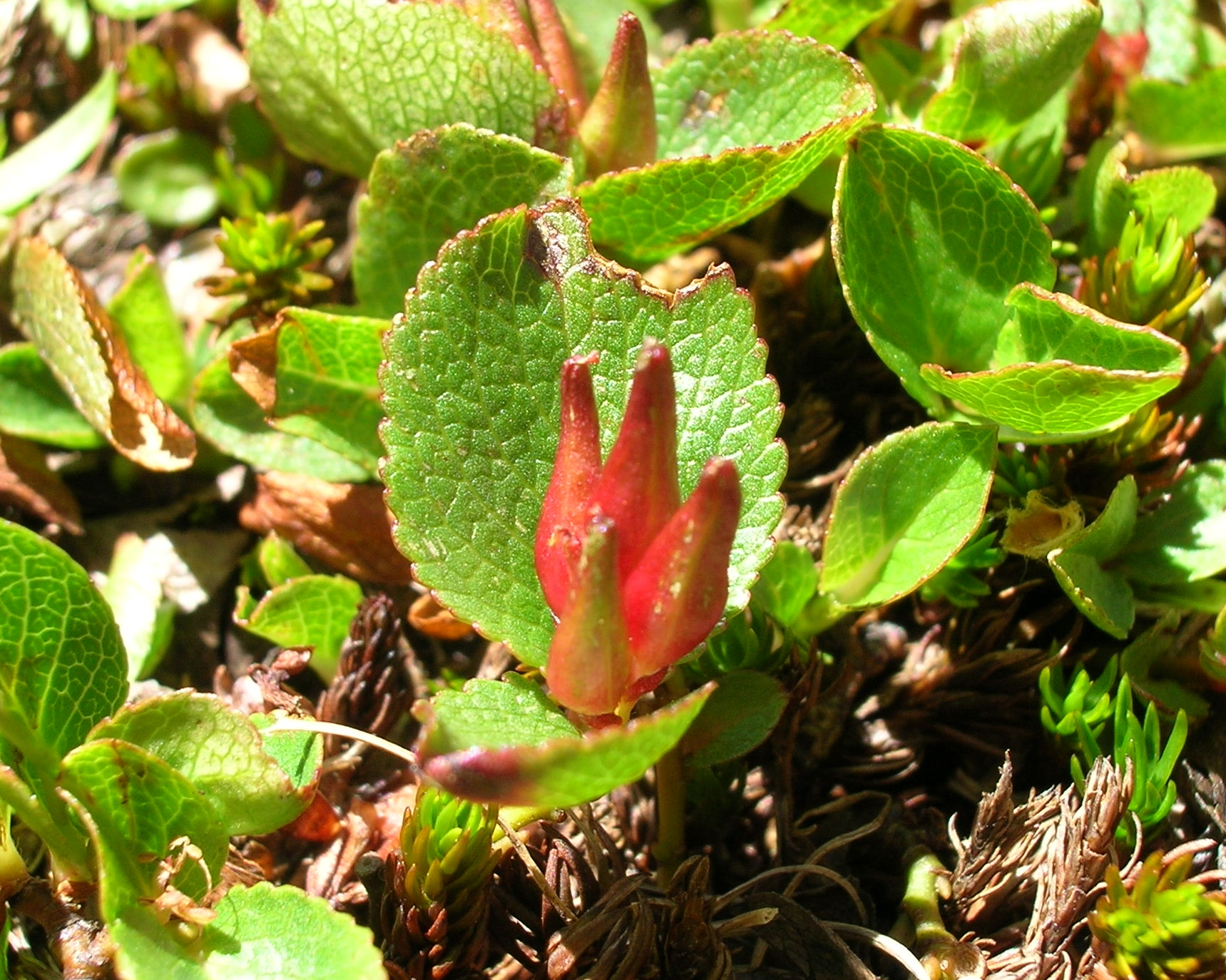
Плоди

Листопадний сланкий кущ заввишки 6–30 см з підземними пагонами-столонами, хамефіт. Надземні гілки тонкі, голі, у молодому віці їхнє забарвлення жовтувато-буре, у повному розвої вони набувають бурого або майже чорного кольору. Листки зелені, округлі або еліптичні, зарубчасто-зубчасті, 0,5–2,5 см завдовжки, 0,4–2,5 см завширшки, на дуже коротких черешках; зазвичай скупчені по два на кінцях пагонів.
Суцвіття — 4–18-квіткові, широко-обернено-яйцеподібні, кінцеві сережки з'являються одночасно з листям. Їхній колір різниться залежно від статі квіток: чоловічі сережки зеленкувато-жовті, жіночі — червоно-пурпурові. Приквіткові луски жовто-зелені, інколи волосисті. Зав'язь гола, на короткій ніжці. Приймочки дволопатеві. Плід — гола конічна коробочка завдовжки 5–6 мм.

## Поширення
Аркто-альпійський вид, поширений циркумполярно в північних широтах Європи, Азії та Північної Америки, а також локально у горах Сибіру, в Гімалаях, Альпах. В Україні трапляється лише в Карпатах, де невеликі популяції знайдені у гірських масивах Свидовець (гора Близниця), Мармарош (гора Піп Іван), Чорногора (гори Піп Іван, Бребенескул, Шпиці, Мунчел, Ребра, Говерла).

## Життєвий цикл
Цвітіння у різних частинах ареалу розтягується з травня по вересень (в Україні триває в червні-липні). Плоди достигають у серпні. Розмножується насінням і вегетативно (укоріненням сланких пагонів). Запилюється вітром, насіння довго зберігає схожість у холодному ґрунті. 
Відомі природні гібриди цього виду з вербою альпійською та туполистою.

## Екологія
Рослина світлолюбна, але й дуже морозостійка, помірно вологолюбна. Росте на гірських схилах і скелястих вершинах в альпійському та субальпійському поясах, на висоті 1500–3200 м над рівнем моря, здебільшого в місцях, де довго затримується сніг.
Належить до едифікаторів високогірних фітоценозів. При сприятливих умовах верба трав'яна здатна утворювати чисті та мішані рослинні асоціації зі своїм домінуванням, які відносять до формації верби трав'яної (Saliceta herbaceae): трав'яновербова чиста, рунянково-трав'яновербова.
Асоціації одноярусні з проективним покриттям 40—60 %, флористично бідні, з пануванням верби трав'яної (20—50 %) та домішкою костриці лежачої, лігустика мутелінового, дзвоників альпійських, осоки зігнутої, ситника трироздільного, куничника волохатого, чорниці, нечуйвітера альпійського, сеслерії голубyватої та ін. Основне флористичне ядро сформоване аркто-альпійськими та альпійськими видами. Моховий покрив утворений рунянкою шестикутною (20 %).

## Охорона

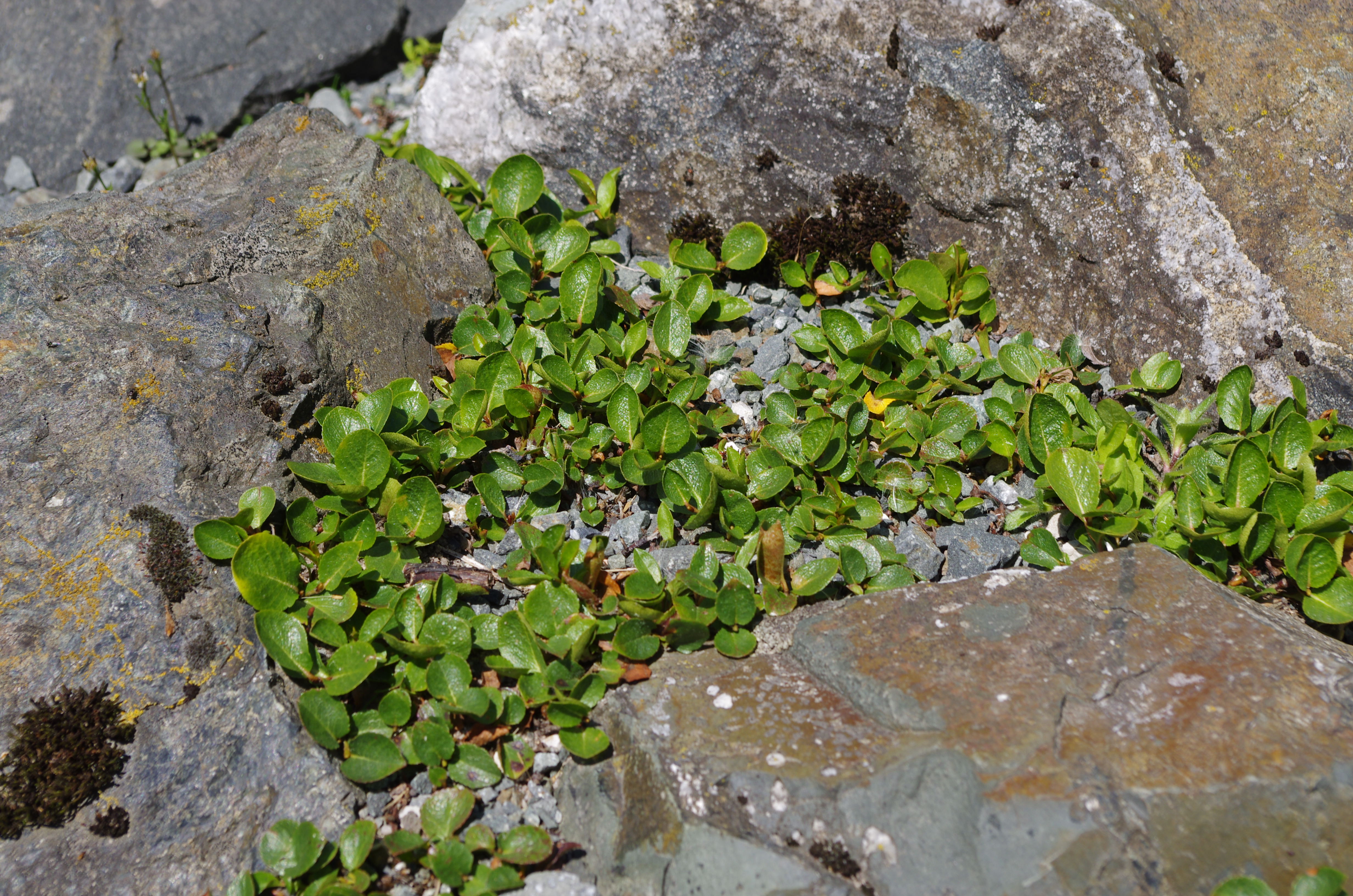
У Німецьких Альпах

Вид занесений до Червоної книги України (охоронна категорія: рідкісний).
Формація верби трав'яної (Saliceta herbaceae) занесена до Зеленої книги України. Категорія охорони 2 (угруповання з рідкісним типом асоційованості домінуючих видів, в яких домінант є диз'юнктивноареальним реліктом, занесеним до Червоної книги України). Статус охорони: рідкісні угруповання (характеризуються низьким ступенем трапляння і займають незначні площі).
Враховуючи невеликі розміри українських популяцій, верба трав'яна залишається уразливою перед витоптуванням і випасанням худоби. Крім заборони випасу худоби в місцях зростання виду, необхідні також моніторингові заходи та убезпечення від дії інших антропогенних факторів, зокрема від рекреації та пожеж.
Рослина охороняється в Карпатському біосферному заповіднику, Карпатському національному парку та ботанічній пам'ятці природи «Скелі Близниці» (Закарпаття).

## Значення
Вид господарського значення не має, але верба трав'яна приносить користь, запобігаючи ерозії малопотужних гірських ґрунтів. 
Вид має велику наукову цінність, оскільки є реліктом давно минулих холодних кліматичних періодів.

## Синоніми
- Ripselaxis herbacea Raf.
- Salix herbacea f. herbacea
- Salix onychiophylla Andersson ex Nyman
- Salix pumila Salisb.